# Tam tỉnh
Tam Tỉnh (chữ Hán: 三省) là tên gọi chung cho ba cơ quan quyền lực trung ương cao nhất thời phong kiến Trung Hoa, bao gồm Thượng Thư Tỉnh, Môn Hạ Tỉnh và Trung Thư Tỉnh. 

## Cơ cấu tổ chức
Theo quan chế nhà Đường, Tam Tinh bao gồm ba cơ quan khác nhau phân chia quyền lực hành chính và tư pháp.
- Thượng thư tỉnh: là cơ quan hành chính tối cao, chưởng lãnh bá quan trong triều, nắm giữ quyền hành chính cao nhất dưới hoàng đế, thay mặt hoàng đế thi hành quyền quản lý hành chính, trực tiếp quản lý lục bộ thượng thư.
- Trung thư tỉnh: là cơ quan quyết định chính sách, phụ trách thảo luận, soạn thảo, ban hành chiếu lệnh của Hoàng đế.
- Môn hạ tỉnh: là cơ quan thẩm định, phụ trách thẩm định, xem xét các chính sách của Trung thư tỉnh.

Thông thường, Trung thư tỉnh chịu trách nhiệm hình thành, thảo luận và soạn thảo chính sách giúp Hoàng đế. Môn hạ tỉnh thẩm tra, nếu xét thấy không hợp thì gửi trả lạ Trung thư tỉnh thảo luận lại. Nếu chính lệnh được cả hai tỉnh thông qua thì giao cho Thượng thư lệnh chấp hành. Dưới Thượng thư lệnh là Lục bộ, bao gồm:
1. Lại Bộ: phụ trách kiểm tra, thăng, giáng, nhậm chức hoặc bãi miễn quan viên từ tứ phẩm trở xuống.
2. Hộ Bộ: phụ trách kiểm soát thuế khoá, tài chính, ngân khố của quốc gia.
3. Lễ Bộ: phụ trách thi cử, tế tự, lễ chế, giáo dục toàn quốc.
4. Binh Bộ: phụ trách quân sự
5. Hình Bộ: phụ trách tư pháp, xem xét điều tra các sự vụ. Cụ thể do Đại Lý Tự chịu trách nhiệm điều tra, xét xử. Nếu là án lớn thì do Hình Bộ, Ngự Sử Đài và Đại Lý Tự cùng xét xử, gọi là Tam tư hội thẩm.
6. Công Bộ: phụ trách các việc xây dựng, đường sá, cầu cống.

Trưởng quan Trung thư tỉnh đời Tuỳ xưng là Nội sử lệnh, đời Đường xưng là Trung thư lệnh, phó quan xưng là Trung thư thị lang. Trưởng quan Môn hạ tỉnh đời Tuỳ xưng là Nạp Ngôn, đời Đường đổi thành Thị trung, do Môn hạ thị lang làm phó. Thượng thư tỉnh do Thượng thư lệnh đứng đầu, phó là Thượng thư bộc xạ. Do Đường Thái Tông trước khi lên ngôi từng làm Thượng thư lệnh, nên sau này nhà Đường không còn ai được phong Thượng thư lệnh nữa, chức Thượng thư lệnh để khuyết, Thượng thư bộc xạ trở thành quan đứng đầu trong thực tế. Chỉ đến sau Loạn An Sử, do công của Quách Tử Nghi quá lớn nên mới được phong làm Thượng thư lệnh.
Trong ba tỉnh còn có các cơ quan nội bộ trực thuộc, giúp việc cho Lệnh các Tỉnh:
- Trung thư tỉnh có Trung thư xá nhân, chịu trách nhiệm soạn thảo chiếu lệnh.
- Môn hạ tỉnh có: 
  - Cấp sự trung,
  - Tán kỵ thường thị,
  - Gián nghị đại phu,
  - Khởi cư lang,
  - Thập di, tất cả chuyên lo việc kiểm tra, can gián.
- Thượng thư tỉnh có tả hữu thừa, phân nhau quản lý lục bộ, đứng đầu các bộ xưng là Thượng thư.

Trong Tam tỉnh thì tuy rằng Thượng thư lệnh và Thượng thư bộc xạ có địa vị cao nhất nhưng thật ra là hữu danh vô thực, toàn bộ quyền lực nằm trong tay hai tỉnh Trung thư, Môn hạ.

## Tại Trung Hoa

### Từ nhà Chu đến Nam Bắc Triều
Tam tỉnh ban đầu chỉ có Thượng thư Tỉnh, xuất từ thời Chu, là một cơ quan trực thuộc Thiếu Phủ. Sang đời Hán trở thành cơ quan cao cấp của triều đình, có nhiệm vụ quản lý sự vụ của bá quan trong triều gọi là Thượng thư Đài. Tuy quyền lực đã gia tăng so với đời Chu nhưng do đời Hán Tam Công (Tư Đồ, Tư Mã, Tư Không) và Thừa Tướng vẫn còn nắm thực quyền cho nên Thượng thư Tỉnh vẫn chỉ là cơ quan chấp hành. Sang thời Tam Quốc đến thời Nam Bắc triều, quyền lực của Tam Công dần giảm xuống thì vai trò của Thượng thư Tỉnh cũng dần được nâng cao.

### Nhà Tuỳ
Đến đời Tuỳ thì chính thức bãi bỏ chế độ Lục Quan Cửu Khanh có từ đời Chu, thiết lập chính quyền trung ương theo mô hình tam tỉnh lục bộ, gồm Thương Thư, Môn Hạ, Nội Sử, Bí thư, Nội Thị năm tỉnh, trong đó Bí thư tương đương Hàn lâm viện hay Quốc sử quán sau này, hoạt động như quan văn thư riêng cho Hoàng Đế, Nội Thị là cơ quan quản lý nội cung và hoạn quan, cả hai tỉnh không tham chính nên quyền hành chính tập trung vào tay ba tỉnh Thượng thư, Môn hạ, Nội sử. Ba tỉnh hỗ trợ ràng buộc lẫn nhau, trực tiếp chịu trách nhiệm trực tiếp với Hoàng Đế. Trong ba tỉnh, Nội Sử nắm quyền quyết định soạn thảo chính sách, do Nội Sử Lệnh đứng đầu. Môn Hạ nắm quyền giảm sát và thẩm định chính sách, đứng đầu là Nạp Ngôn. Thượng thư chịu trách nhiệm quản lý các công vụ thường ngày trong triều, đứng đầu là Thượng thư Lệnh, giúp việc có Tả Hữu Bộc Xạ. Dưới Tam Tỉnh thiết lập sáu Bộ, bao gồm Lại, Lễ, Binh, Độ Chi (về sau đổi thành Dân Bộ), Đô Quan (sau đổi thành Hình Bộ), Công. Trong triều trường quan Tam Tỉnh tương đương chức Tể tướng, ngang hàng với Tam Công, Tam Sư.

### Nhà Đường
Đến thời nhà Đường đổi Nội Sử thành Trung Thư, đổi Nội Sử lệnh thành Trung Thư lệnh, đổi chức Nạp Ngôn thành Thị trung
Đời Đường chứng kiến quyền lực của Tam Tỉnh lên đến mức cao nhất. Tướng quyền (tức quyền hành của quan lại) và quân quyền (tức quyền lực của hoàng đế) đối lập và kiềm chế lẫn nhau, loại bỏ tình trạng độc tài làm nâng cao hiệu suất quản lý hành chính. Ban đầu, để kiềm chế tướng quyền, hoàng đế nhà Đường dùng quan viên không có bối cảnh tư lịch sâu làm tể tướng, nắm triều chính để dễ khống chế. Dần dần, quyền tể tướng mất đi, thay vào đó do trưởng quan của ba tỉnh Thượng thư, Môn Hạ, Trung Thư nắm chức Tả Hữ Bộc Xạ thi hành, từ đó biến Tể Tướng thành một chức hư hàm, không còn quyền lực. 
Đời Đường trưởng quan ba tỉnh có phẩm vị rất cao, nên thường không xưng tướng quốc. Thay vào đó, thường lĩnh chức Bình Chương Sự và Đồng trung môn hạ tam phẩm.
Chức Bình chương sự có từ dời Đường Thái Tông, do năm Trinh Quan thứ 8, quan Bộc Xạ là Lý Tĩnh lấy cớ bệnh tật mà từ chức tể tướng, Thái Tông không đồng ý, cuồi cùng cải phong thành trung thư môn hạ bình chương sự. Từ đó có chức "Bình chương sự". Năm Trinh Quan thứ mười bảy, Tiêu Vũ, Lý Tịnh (tức danh tướng Từ Thế Tích) được phong Đồng trung thư môn hạ tam phẩm, do chức thị trung, trung thư lệnh là hàm chính tam phẩm. Đường Cao Tông, năm Vĩnh Thuần nguyên niên, Hoàng Môn thị lang Quách Đãi Cử và Binh Bộ thị lang Sầm Trường Hiến được phong Đồng trung thư môn hạ, hàm tể tướng. Về sau do kỵ huý, nhân vì Thượng thư Bộc xạ là tòng nhị phẩm, bèn đổi thành Đồng trung thư môn hạ nhị phẩm.Từ đó có chức " Đồng trung môn hạ tam phẩm". Sau đời Cao Tông thì tể tướng đều xưng là Đồng trung môn hạ tam phẩm.
Tuy nhiên, Tam tỉnh phân quyền cũng tạo ra tình huống các tỉnh ngáng đường lẫn nhau, khiến việc triều chính bị ngưng trệ.
Bình thường, trưởng quan ba tỉnh cùng làm việc, định kỳ họp tại Môn Hạ tỉnh, tạo thành Chính sự đường. Bắt đầu từ đời Đường Cao Tông, niên hiệu Vũ Đức, Trung thư Môn hạ hai tỉnh cùng quyết định quốc gia đại sự, tạo thành Chính sự đường, đặt tại Môn hạ tỉnh. Đến niên hiệu Vĩnh Thuần, thì Thị Trung lúc đó là Bùi Viêm lại nghiêm sang Trung thư tỉnh, chuyển Chính sự đường sang Trung Thư tỉnh. Từ đó thiết lập vị trí trung tâm của Trung thư tỉnh trong ba tỉnh.
Năm Khai Nguyên thứ mười bảy đời Đường Huyền Tông, Trung thư lệnh Trương Thuyết dâng tấu, xin đổi Chính sự đường thành Trung thư môn hạ, đổi Chính sự đường ấn thành Trung thư Môn hạ ấn, lại đặt thêm năm phòng trực thuộc là hình, hộ, binh, lễ, xu cơ. Do vậy, Trung thư Môn hạ chính thức trở thành cơ cấu thi hành quyền lực của tướng quốc.
Đời Võ Tắc Thiên thì Thượng thư tỉnh đổi tên thành Văn Xương Đài, Đô Đài, Trung Đài, Trung thư tỉnh đổi tên thành Tây Đài, Phượng Các, Tử Vi Tỉnh, Môn hạ tỉnh đổi thành Đông Đài, Loan Đài, Hoàng Môn Tỉnh.

### Nhà Tống
Đến đời nhà Tống thì tuy rằng vẫn tồn tại nhưng Tam tỉnh chỉ có là danh nghĩa. Quyền hành tể tướng thực tế do Xu Mật Viện và Tam Tư đảm nhận, chế độ Tam tỉnh từ đó chỉ còn là hữu danh vô thực.
Đời Tống quan chế theo hướng " Hữu quan, hữu chức, hữu sai khiến". Tức là quan lại ăn lộc theo cấp bậc, chức quan thông qua các kỳ thi văn học mà tuyển, quan vị chỉ là một hư hàm, còn thật ra mọi việc trong triều phải được vua đặc phái đi làm thì mới được nắm quyền hành chính. Còn có "hữu giai, hữu huân, hữu tước". Quan lại tuy có huân tước trong người nhưng nếu không được triều đình nhâm mệnh thì cũng chỉ ở nhà nhàn rỗi.
Theo "Tống Hội Yếu" phần "Chức quan", thì Thị trung, Trung thư lệnh làm phó cho Tam sư (tức Thái phó, Thái uý, Thái bảo, Đồng trung thư môn hạ bình chương sự, là chính tể tướng của triều đình. Nhưng trong thực tế thì Thị trung mới là người nắm quyền tể tướng, Trung thư lệnh và Thượng thư lệnh giống nhau, đều là một tước hàm vinh dự, còn gọi là hư hàm.
Thời Tống thông thường có hai tướng quốc, ít hơn rất nhiều so với nhà Đường. Cũng có khi chỉ có một tướng hoặc có khi là ba tướng (tướng ở đây là tướng quốc không phải tướng quân). Nếu có ba tướng cùng lúc thì thủ tướng đứng đầu kiêm Chiêu Văn quán đại học sĩ, thứ tướng kiêm Giám tu Quốc Sử quán, mạt tướng đứng cuối kiêm Tập Hiền điện đại học sĩ. Nếu chỉ có hai tướng thì thủ tướng sẽ kiêm luôn hai chứ Chiêu văn quán đại học sĩ và Giám tu Quốc Sử quán.
Thời Tống Thần Tông cái cách lại thể chế, phế bỏ chế độ sai khiển chức. Lấy trưởng quan ba tỉnh làm tể tướng, các quan thì đúng chức mà làm việc, không sai khiến lung tung như trước. Trong thực tế gộp quyền tam tỉnh vào Thượng thư tỉnh, thượng thư tả hữu bộc xạ cùng bái tướng, tả bộc xạ kiêm Môn hạ thị trung, hữu bộc xạ kiêm Trung thư thị lang, là trưởng quan thực tế của hai tỉnh.
Tống Huy Tông năm Chính Hoà thứ hai, phế bỏ thương thư lệnh, đổi thị trung thành tả phụ, trung thư lệnh thành hữu bật, trở thành hư hàm, đổi tả, hữu bộc xạ thành thái, thiếu tể nhưng vẫn giữ nguyên, thái tể kiêm môn hạ thị lang, thiếu tể kiêm trung thư thị lang. Đến năm Tĩnh Khang nguyên niên thì khôi phục lại thành chức thượng thư tả, hữu bộc xạ.
Sau khi chạy về phương Nam thì nhà Tống quay trở lại chế độ thời Tống Thái Tổ. Năm Kiến Viêm thứ 3 đời Tống Cao Tông, phong thêm cho Thượng thư tả, hữu bộc xạ tước Đồng trung thư môn hạ bình chương sự, gộp Trung thư, Môn hạ hai tỉnh lại thành Trung thư môn hạ.
Đến năm Can Đạo thứ 8 đời Tống Hiếu Tông thì đổi tả, hữu bộc xạ thành tả, hữu thừa tướng, bãi bỏ chức Lệnh của Ba tỉnh, vốn chỉ còn là hư chức.

### Nguyên, Minh và Thanh
Sau đời Tống thì chế độ Tam tỉnh đi vào đường suy bại.
Đời Nguyên phân ra, lấy Trung thư tỉnh thông lĩnh bá quan quản quyền hành chính, cùng với Xu Mật Viện quản quyền quân sự và Ngự Sử Đài giám sát. Thượng thư tỉnh thì khi có khi không, dùng danh nghĩ chính quyền trung ương để quản lý hành chính địa phương, từ đó phát triền thành chính quyền địa phương ở Trung Hoa.
Đời Minh sơ tuy không có Trung lệnh nhưng Trung thư tỉnh vẫn đứng đầu sáu bộ và bá quan, đứng đầu là tả, hữu thừa tướng. Năm Hồng Vũ thứ 13, nhân việc giết Thừa tướng lúc đó là Hồ Duy Dung thì Minh Thái Tổ Chu Nguyên Chương phế luôn Tam tỉnh, sáu bộ từ đó báo cáo trực tiếp với Hoàng Đế. Chế độ Tam tỉnh đến thời điểm này chính thức chấm dứt tồn tại.

## Tại Việt Nam
Hành chính Việt Nam độc lập được hình thành và phát triển từ thế kỷ thứ 10 trở về sau, phần lớn là dựa theo mô hình Tống, Minh, nên vai trò của Tam tỉnh hết sức mờ nhạt. Tuy chính sử không ghi rõ ràng nhưng qua nghiên cứu các văn bia cho thấy đời Lý đã có các sảnh tương đương với tỉnh. Sang đời Trần thì có Trung khu, Hành khiển và Khu mật viện. Đứng đầu trung khu là tam thái, tam thiếu và tam sư, phần lớn thời gian cho thân vương nắm giữ. Đứng đầu Hành khiển đời Trần cũng được phong làm Nhập nội Hành khiển trung thư môn hạ bình chương sự. Đến đầu thời Lê sơ thì căn bản vẫn như đời Trần, đến sau khi Lê Thánh Tông cải cách lại quan chế theo kiểu nhà Minh thì ở Việt Nam cũng không còn theo tam tỉnh nữa, sáu bộ hành chính trực tiếp báo cáo với Hoàng Đế. Chức tướng quốc ở Việt Nam tuy không còn thực quyền nhưng vẫn tồn tại dưới dạng hư hàm, thời Lê Tương Dực đặt là Bình chương phụ quốc. Sang thời Nguyễn thì theo chính sách tứ bất lập của Gia Long, chức tướng quốc chính thức bị bãi bỏ.

## Tại Triều Tiên
Nhà Triều Tiên lấy Nghị chính phủ là cơ quan hành chính tối cao của quốc gia, tương đương với Thượng thư tỉnh, Lãnh, tả, hữu nghị chính ba người đứng đầu, được liệt vào hàng tam công. Dưới nữa là sáu tào tương đương sáu bộ quản việc hành chính. Ngoài ra có Bị biên cục lo việc quân bị, Trung khu viện soạn thảo quyết sách quan trọng. Chế độ này tồn tại cho đến năm 1910, khi Triều Tiên bị Nhật Bản chiếm đóng.

## Tại Nhật Bản
Quan chế Nhật Bản từ cải cách thời Thiên Hoàng Thái Bảo, còn gọi là Thái Bảo luật lệnh, thì theo quan chế nhà Đường, lập Thái Chính Quan quản lý hành chính chung, Thần Kỳ Quan quản lý việc tế tự. Thái Chính Quan do Thái chính đại thần đứng đầu, Tả, Hữu đại thần làm phó, giúp việc cho các đại thần là Nạp Ngôn, chia làm ba cấp, Thiếu, Trung, Đại. Dưới Thái Chính Quan là tám tinh Trung Vụ, Thức Bộ, Trị Bộ, Dân Bộ, Binh Bộ, Hình Bộ, Đại Tàng, Cung Nội, giúp việc cho Thái chính quan. Sau loạn Nguyên Bình (1180), mạc phủ Kamakura chính thức được thành lập, quyền lực chính quyền trung ương bị tước hoàn toàn. Tuy khôi phục được một thời gian ngắn dưới thời Thiên Hoàng Thiên Vũ nhưng nhanh chóng lại bị mạc phủ Muromachi cướp đi nên căn bản không hề thay đổi gì cho đến khi Đại Nhật Bản Đế quốc Hiến pháp công bố (1890) chính thức phế bỏ chế độ phong kiến.